# Олкинуора, Эйно
Эйно Олкинуора (фин. Eino Olkinuora; 11 ноября 1915, Севастьяново, Выборгская губерния — 30 октября 1941) — финский лыжник, чемпион мира.

## Карьера
На чемпионате 1939 года в команде вместе с Паули Питкяненом, Олави Алакулппи и Клаэсом Карппиненом стал победителем в эстафетной гонке. Других достижений на международном уровне не имеет, в Олимпийских играх никогда не участвовал.
Олкинуора погиб на советско-финском фронте Второй мировой войны.